# Nikita Sergeyevich Khrushchyov
Nikita Sergeyevich Khrushchyov (cũng viết là: Khrushchev; phiên âm tiếng Việt: Khơ-rút-sốp hoặc Khơ-rút-xốp; 15 tháng 4 [lịch cũ 3 tháng 4] năm 1894 – 11 tháng 9 năm 1971) là nhà lãnh đạo của Liên bang Xô viết trong cuộc Chiến tranh Lạnh, đồng thời là Bí thư thứ nhất Ban Chấp hành Trung ương Đảng Cộng sản Liên Xô từ năm 1953 đến 1964, Chủ tịch Hội đồng Bộ trưởng Liên Xô (tức Thủ tướng) từ năm 1958 tới 1964. Khrushchev còn là người ủng hộ chủ nghĩa bài Stalin, cũng như việc triển khai Chương trình không gian Liên Xô trong thời gian đầu. Thời kì này chứng kiến nhiều cải tổ tương đối tự do trong các lĩnh vực của chính sách đối nội. Tuy nhiên, những đảng viên khác đã phế truất Khrushchev trong năm 1964. Thay vào đó, chức vụ Bí thư thứ nhất Ban Chấp hành Trung ương Đảng được trao cho Leonid Brezhnev, còn Alexei Kosygin lên làm Chủ tịch Hội đồng Bộ trưởng.

## Đầu đời
Nikita Khrushchev chào đời ngày 15 tháng 4 năm 1894, tại làng Kalinovka thuộc quận Dmitrievsk, tỉnh Kursk, Đế quốc Nga (sát biên giới Ukraina ngày nay). Cha mẹ ông, Sergei Nikanorovich Khrushchev và Aksinia Ivanovna Khrushcheva, đều xuất thân từ những gia đình nông dân gốc Nga bần cùng. Sau khi đẻ Nikita hai năm, vợ chồng Khrushchev sinh thêm một đứa con gái, đặt tên là Irina. Do gia cảnh vốn dĩ éo le, Sergei thường xuyên phải xa vợ và con cái để sang Donbass xoay sở kiếm sống.
Giáo viên của Khrushchev, Lydia Shevchenko, về sau kể rằng bản thân bà chưa thấy một ngôi làng nào mà nghèo như Kalinovka.